# Protezione dei beni culturali in Svizzera
La protezione dei beni culturali in Svizzera (spesso abbreviata in PBC) definisce le misure per la protezione dei beni culturali da danneggiamenti, distruzioni, furti e perdite. A tal fine sono state create basi legali a livello nazionale e stipulati accordi internazionali che obbligano la Svizzera ad attuare, rispettare e sostenere la protezione dei beni culturali non solo sul suo territorio, ma anche su quello degli altri Stati firmatari.

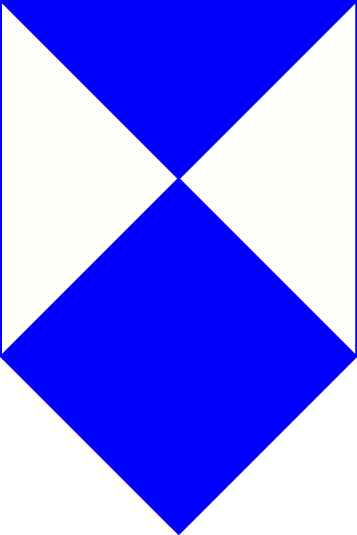
Contrassegno della Convenzione dell’Aia per la protezione dei beni culturali in caso di conflitto armato

## Storia e legislazione
Nel 1962 la Svizzera aderisce alla Convenzione per la protezione dei Beni Culturali in caso di conflitto armato e nel 2004 ratifica il «Secondo Protocollo relativo alla Convenzione dell'Aia del 1954 per la protezione dei beni culturali in caso di conflitto armato» (Secondo protocollo), che dal 1999 completa la convenzione. La svizzera aderisce inoltre alla Convenzione concernente le misure da adottare per interdire e impedire l'illecita importazione, esportazione e trasferimento di proprietà dei beni culturali del 1970 (approvata dalla Svizzera nel 2003), la Convenzione per la protezione del patrimonio mondiale culturale e naturale del 1972 (approvata nel 1975), la Convenzione per la salvaguardia del patrimonio culturale immateriale del 2003 (approvata nel 2008) e la Convenzione sulla protezione e la promozione della diversità delle espressioni culturali del 2005 (approvata nel 2008).
La protezione dei beni culturali è regolamentata in Svizzera dalla Legge federale sulla protezione dei beni culturali in caso di conflitti armati, catastrofi e situazioni d'emergenza del 2014 (LPBC; RS 520.3) che sostituisce la legge federale del 1966 e dalla Legge federale sulla protezione della popolazione e sulla protezione civile del 2002 (LPPC; RS 520.1). Vi sono poi una serie di ordinanze come l'Ordinanza sulla protezione dei beni culturali in caso di conflitti armati, catastrofi e situazioni d'emergenza del 2014 (OPBC; RS 520.31), l'Ordinanza del DDPS sulle documentazioni di sicurezza e le riproduzioni fotografiche di sicurezza (ODSRS; RS 520.311) e l'Ordinanza del DDPS sulla segnalazione dei beni culturali e del personale responsabile della protezione dei beni culturali (OSBC; RS 520.312).

## Organizzazione
Gli interessi della protezione dei beni culturali vengono tutelati a livello di Confederazione, cantoni e comuni. Anche numerose istituzioni e associazioni culturali e privati si impegnano a favore della conservazione e della protezione dei beni culturali in Svizzera. A livello federale, la gestione degli aspetti legati alla protezione dei beni culturali compete alla sezione Protezione dei beni culturali dell'Ufficio federale della protezione della popolazione UFPP (Dipartimento federale della difesa, della protezione della popolazione e dello sport DDPS), che funge da interlocutore per tutte le questioni relative alla protezione dei beni culturali in Svizzera. Tra i compiti principali della Confederazione rientrano:
- assistere e sostenere i cantoni nell'esecuzione delle misure prescritte,
- emanare le istruzioni e le direttive,
- istruire i quadri superiori della PBC nell’ambito della protezione civile e il personale delle istituzioni culturali,
- offrire aiuto nell’allestimento delle documentazioni di sicurezza,
- acquistare e stoccare microfilm e riproduzioni fotografiche di sicurezza,
- accordare i contributi per la costruzione di rifugi e
- garantire l’informazione e lo scambio con istituzioni svizzere e internazionali.

Il DDPS e l'UFPP possono contare sulla consulenza della Commissione federale della protezione dei beni culturali (ex Comitato svizzero per la protezione dei beni culturali). In questa commissione extraparlamentare siedono deputati dei dipartimenti dell'amministrazione federale, dei servizi cantonali competenti (conservazione dei monumenti storici e archeologia) e delle istituzioni culturali (archivi, musei e biblioteche). I membri della commissione vengono nominati dal Consiglio federale. Nei cantoni, gli interlocutori per le questioni inerenti alla protezione dei beni culturali sono i responsabili cantonali della protezione dei beni culturali. Questi operano presso la divisione cantonale della cultura, generalmente presso il servizio della conservazione dei monumenti storici, oppure presso la protezione della popolazione. I servizi di conservazione dei monumenti forniscono la competenza necessaria per il trattamento e la manipolazione dei beni, mentre la protezione civile si occupa di formare e coordinare le risorse umane da impiegare a livello locale e regionale.
Oltre a queste autorità, in Svizzera esistono numerosi altri partner e istituzioni che concorrono alla conservazione del patrimonio culturale. Si tratta di istituzioni culturali (archivi, musei, biblioteche), organizzazioni partner della protezione della popolazione (soprattutto i pompieri e la polizia) o privati come la Società svizzera per la protezione dei beni culturali. A livello internazionale, oltre all'UNESCO vanno menzionati soprattutto gli Stati firmatari della Convenzione dell'Aia e del Secondo protocollo. Assumono un ruolo importante anche numerose organizzazioni non governative come il Consiglio internazionale dei musei (CIM), il Consiglio internazionale per i monumenti e i siti (ICOMOS), la Federazione Internazionale delle Associazioni di Bibliotecari e delle Biblioteche (FIAB) e il Consiglio internazionale degli archivi (CIA). Un altro partner importante nel campo del diritto umanitario è il Comitato internazionale della Croce Rossa (CICR), che nell'ambito delle sue attività umanitarie tiene conto anche della protezione dei beni culturali.

## Pericoli
I pericoli per i beni culturali possono essere suddivisi principalmente in tre categorie: pericoli permanenti, eventi in tempo di pace ed eventi in caso di conflitto armato. Nei pericoli permanenti rientrano furti, atti vandalici, inquinamento dell’aria, attacchi parassitari o fungini, deterioramento, ignoranza o indifferenza. Un esempio di questa categoria di pericoli è l'incendio che ha distrutto il Ponte della Cappella di Lucerna nell'agosto del 1993. Si presume che il rogo sia stato causato da un mozzicone di sigaretta gettato via con noncuranza. Nei pericoli in tempo di pace rientrano soprattutto sinistri di origine tecnologica quali danni dell'acqua e catastrofi naturali quali terremoti, fenomeni di maltempo e valanghe. Un esempio di quest'ultima categoria sono le alluvioni che nell'estate 2005 hanno danneggiato beni culturali preziosi in diversi luoghi della Svizzera, come ad esempio nel Museo dei trasporti di Lucerna o nel monastero benedettino di Sant'Andrea a Sarnen.
La distruzione, l'appropriazione e il trafugamento di beni culturali sono atti bellici che vengono commessi sin dagli albori dell'umanità. I beni culturali sono minacciati soprattutto dall'impiego di armi e di esplosivi a fini militari. Negli ultimi conflitti armati, ad esempio durante le guerre dei Balcani, le operazioni militari finalizzate alla loro distruzione sono aumentate considerevolmente. Questo è uno dei motivi che hanno portato all'emanazione del Secondo protocollo. In tempi recenti i beni culturali sono diventati sempre più interessanti anche per le organizzazioni terroristiche, che provvedono al proprio finanziamento attraverso il commercio illegale di questi oggetti. Nel maggio del 2015, per esempio, membri dell'organizzazione terroristica "Stato islamico" (IS) hanno fatto esplodere e saccheggiato numerosi siti nell'antica città di Palmyra, che sorge in un'oasi in Siria.
In Svizzera, che nel suo recente passato è stata prevalentemente risparmiata dai conflitti armati, oggi la protezione dei beni culturali è focalizzata sulle misure contro i pericoli di origine tecnologica, le calamità naturali e gli atti vandalici.

## Misure di protezione

### a) Inventario
Nel 2009 il Consiglio federale ha approvato la terza edizione dell'«Inventario svizzero dei beni culturali d’importanza nazionale e regionale» (edizioni precedenti: 1988, 1995). Gli oggetti d'importanza nazionale (oggetti A) classificati nelle categorie costruzioni singole, archeologia e collezioni (di musei, archivi e biblioteche) sono stati esaminati e valutati secondo criteri uniformi. L'inventario è disponibile sia in forma stampata, sia nel Sistema d’informazione geografica (SIG) in Internet. L’Inventario PBC è in corso di revisione ed entrerà in vigore nel 2021.
Secondo l'articolo 5 della legge federale sulla protezione della natura e del paesaggio (LPN) esistono inoltre altri inventari, che elenchiamo qui quali riferimenti trasversali alla protezione dei beni culturali: Inventario degli insediamenti svizzeri da proteggere d'importanza nazionale (ISOS), Inventario delle vie di comunicazione storiche della Svizzera (IVS ) e Inventario federale dei paesaggi, siti e monumenti naturali d'importanza nazionale (IFP).

### b) Documentazione di sicurezza
Secondo l'articolo 5 della «Legge federale per la protezione dei beni culturali in caso di conflitto armato, catastrofi e situazioni d'emergenza» del 2014 (LPBC), i cantoni sono responsabili di allestire documentazioni di sicurezza per i beni culturali immobili e riproduzioni fotografiche dei beni culturali mobili particolarmente degni di protezione. Le riproduzioni devono essere conservate al sicuro, in luoghi protetti, separate dagli originali. In caso di danneggiamento o distruzione di un bene culturale, queste documentazioni ne permettono il restauro o la ricostruzione. Per allestire una documentazione di sicurezza si raccolgono e microfilmano più documenti possibili concernenti l'oggetto in questione (fotografie, rilievi fotogrammetrici, piani di costruzione, rapporti di restauro, documentazioni archeologiche, fonti storiche, bibliografie e schede di dettaglio).

### c) Microfilm
Per la conservazione a lungo termine, il microfilm è tuttora considerato il supporto di memorizzazione più affidabile poiché, se immagazzinato correttamente, può essere conservato per diverse centinaia di anni. Si tiene tuttavia conto della rapida evoluzione della tecnologia informatica, visto che da qualche tempo è possibile realizzare microfilm anche a partire da dati digitali. Importanti documenti provenienti da archivi e biblioteche, ma anche documentazioni di sicurezza, vengono microfilmati e depositati in un luogo sicuro. La Confederazione secondo l'«ordinanza sulla protezione dei beni culturali in caso di conflitto armato, catastrofi e situazioni d'emergenza» è responsabile di conservare le copie di sicurezza dei cantoni in un «luogo sicuro», ossia nell'archivio federale dei microfilm a Heimiswil (BE).

### d) Rifugi per beni culturali
In Svizzera vi sono attualmente più di 300 rifugi per beni culturali con una superficie totale di oltre 85'000 m2 e un volume totale di oltre 227'000 m3. Servono per immagazzinare beni culturali mobili in caso di sinistri o possono essere già oggi utilizzati come spazi per conservare beni culturali. Negli ultimi anni si tende, anche per mancanza di fondi, a riconvertire rifugi già esistenti in rifugi per beni culturali. La Svizzera prevede inoltre di realizzare un deposito protetto per beni culturali digitali, al fine di rimanere al passo con l'evoluzione dei processi e dei metodi di lavoro dettata dalla digitalizzazione.

### e) Pianificazione d'emergenza
L'articolo 5 capoverso 4 della «legge federale sulla protezione dei beni culturali in caso di conflitti armati, catastrofi e situazioni d'emergenza» obbliga i Cantoni a pianificare misure d'emergenza per la protezione dei loro beni culturali contro il rischio di incendio, crollo di edifici, allagamenti, terremoto, scoscendimenti e altri rischi specifici. Tra queste misure rientra anche l'allestimento di un piano d'emergenza. 
Nel 2018 la Commissione federale per la protezione dei beni culturali ha approvato la strategia nazionale «Pianificazioni per la protezione dei beni culturali / Pianificazione d'emergenza». Essa si basa sul modello di gestione integrale dei rischi dell'UFPP e comprende i settori prevenzione/preparazione, intervento e ripristino. L'obiettivo della strategia è di ridurre al minimo i pericoli identificati adottando misure organizzative ed edilizie. In caso di emergenza o catastrofe, si focalizza sulla gestione sicura ed efficiente degli eventi sia in tempo di pace che di conflitto armato. Le istituzioni culturali devono essere in grado di porsi le domande giuste e di adottare misure adeguate in ogni fase del ciclo di gestione dei rischi. 
Anche per i rifugi per la protezione dei beni culturali deve esserci una pianificazione d'emergenza. Secondo l'ordinanza sulla protezione civile che entrerà in vigore nel 2021, la Confederazione metterà a disposizione mezzi finanziari per la costruzione di un rifugio per la protezione dei beni culturali o un cambiamento di destinazione solo se sono state adottate le misure organizzative volte a garantire la protezione a lungo termine dei beni culturali custoditi. In particolare dovrà essere disponibile un piano d'emergenza non appena il nuovo rifugio verrà messo in esercizio. 

### f) Deposito protetto
Con l’articolo 12 della «Legge federale sulla protezione dei beni culturali in caso di conflitti armati, catastrofi e situazioni d’emergenza» (LPBC), la Svizzera ha gettato le fondamenta per la custodia sicura di beni culturali mobili di altri Stati sotto l’egida dell’UNESCO. Il deposito protetto viene offerto a tempo determinato e a titolo fiduciario per beni culturali minacciati nel loro Paese di origine. I dettagli sono disciplinati nell’ambito di pertinenti trattati internazionali. L’offerta di un «Safe Haven» rientra pienamente nella tradizione umanitaria della Svizzera, primo Paese al mondo a mettere a disposizione un deposito protetto per beni culturali minacciati in patria.

### g) Istruzione
Nella legge federale sulla protezione della popolazione e sulla protezione civile, la protezione dei beni culturali è elencata come uno dei compiti della protezione civile. Di conseguenza anche la formazione del personale della protezione dei beni culturali avviene nell'ambito della protezione civile. A livello nazionale sono circa tremila i militi della protezione civile attualmente attivi nella protezione dei beni culturali.
I cantoni sono responsabili di istruire gli specialisti della PBC, mentre la Confederazione si occupa della formazione dei quadri superiori della protezione dei beni culturali, ossia dei capi della PBC, e mette a disposizione dei cantoni il materiale didattico necessario per i corsi specialistici. Essa è inoltre responsabile dell'uniformità dell'istruzione tecnica del personale della protezione dei beni culturali. A tal fine ha avviato, in collaborazione con rinomati esperti, la stesura di una serie di promemoria PBC all'attenzione del personale della PBC. La Confederazione provvede inoltre a informare sui compiti della protezione dei beni culturali anche nell'ambito di altri corsi dell'Ufficio federale della protezione della popolazione. Ciò è ad esempio il caso durante i corsi per comandanti delle organizzazioni di protezione civile e i corsi di perfezionamento per capi dell'analisi della situazione. In ambito militare vengono istruiti in materia di PBC i futuri aiutanti a livello di battaglione o divisione. È inoltre prevista una sequenza sulla protezione dei beni culturali anche nell'istruzione degli aspiranti addetti alla difesa per sensibilizzarli sugli aspetti di diritto internazionale concernenti la protezione dei beni culturali.
Con la revisione della legge sulla protezione dei beni culturali, dal 2015 la Confederazione può istruire anche il personale di istituzioni culturali.

### h) Contrassegnazione
Quale ulteriore misura di protezione in vista di conflitti armati, i beni culturali vengono contrassegnati con il cosiddetto scudo della protezione dei beni culturali (scudo PBC). Lo scudo PBC è un marchio registrato (come la Croce Rossa o la Mezzaluna Rossa del CICR) e obbliga l'aggressore a evitare qualsiasi operazione militare nel raggio di 500 metri attorno a un bene culturale contrassegnato. Tale divieto è stato trasgredito soprattutto durante le guerre nell'ex Jugoslavia, anzi, gli edifici contrassegnati con lo scudo PBC sono stati spesso presi di mira e distrutti per primi in quanto simboli dell'identità nazionale (per es. il ponte ad arco di Mostar del XVI secolo, la città vecchia di Ragusa. Patrimonio mondiale dell'umanità, ecc.).
Finora in Svizzera gli scudi potevano essere apposti sugli edifici solo su ordine del Consiglio federale in vista di un conflitto armato. Con l'entrata in vigore della revisione della legge sulla protezione dei beni culturali, i cantoni hanno la possibilità di contrassegnare i loro beni culturali secondo direttive unitarie già in tempo di pace.

### i) Informazione
Le basi giuridiche nazionali e internazionali statuiscono che gli Stati, i rappresentanti delle autorità e l'opinione pubblica siano informati in merito alla protezione dei beni culturali. In passato sono stati spesso distrutti oggetti culturali, poiché non si era, o non sufficientemente, consapevoli della loro importanza. In questo campo è attiva soprattutto la protezione dei beni culturali a livello federale, che cerca di assumere questo compito elaborando diverse pubblicazioni (vedi bibliografia). Inoltre, la Confederazione porta avanti progetti nel campo della ricerca volti a fornire un valore aggiunto anche alla protezione dei beni culturali a livello internazionale.

### j) Partner
Con l'approvazione della legge sulla protezione della popolazione e sulla protezione civile nel gennaio del 2004, in Svizzera è entrato in vigore un sistema integrato in grado di fronteggiare, in modo rapido, economico e modulare, catastrofi di origine naturale e antropica coinvolgendo tutte le forze necessarie. L'obiettivo principale è quello di limitare al minimo i danni arrecati a persone e beni culturali. Oltre alla protezione civile e alla polizia, i principali partner della protezione dei beni culturali sono i pompieri. La collaborazione con i pompieri è stata intensificata dal 2004. Insieme ai rappresentanti della Conferenza svizzera degli ispettori dei pompieri (CSIP) sono stati infatti definiti i processi, i documenti e le procedure che permettono una collaborazione ottimale tra protezione dei beni culturali e pompieri. Il sistema di salvataggio dei beni culturali («Curesys») integra la protezione dei beni culturali nelle operazioni dei pompieri, in modo da garantire un salvataggio competente dei beni culturali.
Anche l'esercito può essere un partner importante della protezione dei beni culturali, ad esempio per il fatto che le truppe possono essere mobilitate per interventi sussidiari in caso di sinistri naturali. In collaborazione con il settore militare, in un regolamento destinato ai militi dell’esercito sono state fissate dieci regole fondamentali per la protezione dei beni culturali.

## Collaborazione internazionale
La collaborazione internazionale è coordinata principalmente dall'UNESCO. Il Secondo protocollo, art. 24, prevede l'istituzione di un Comitato per la protezione dei beni culturali in caso di conflitto armato. Questo si riunisce una volta l'anno ed è assistito dal segretariato dell'UNESCO (Secondo protocollo, art. 28). Ogni quattro anni gli Stati firmatari sottopongono al Comitato un rapporto sull'attuazione del Secondo protocollo. Nel 2015, con la revisione della legge sulla protezione dei beni culturali, vengono trasposte nel diritto svizzero le disposizioni del Secondo protocollo, che è stato ratificato dalla Svizzera nel 2004. A livello bilaterale, la Svizzera ha già collaborato con diversi Stati, come ad esempio la Repubblica ceca, la Germania e la Norvegia.
Durante la riunione del 8 marzo 2019, il Consiglio federale ha adottato una strategia che definisce il ruolo e i campi di intervento della Svizzera nella protezione del patrimonio culturale minacciato. L’obiettivo della strategia è in particolare quello di promuovere le sinergie nell’Amministrazione federale e di offrire ai partner internazionali competenze specialistiche e sostegno nei settori di competenza della Svizzera.

## Documentazione
Nella Biblioteca nazionale svizzera, all'interno del Gabinetto delle stampe, è conservata la collezione sui monumenti storici che comprende l'archivio federale dei monumenti storici (AFMS, creato nel 1880), gli archivi degli esperti nei monumenti storici (CFMS dal 1915) e gli inventari dei monumenti storici.

### Basi legali
Legislazione internazionale
- Convenzione dell’Aia per la protezione dei beni culturali in caso di conflitto armato del 14 maggio 1954, su admin.ch.
- Protocollo dell’Aia per la protezione dei beni culturali in caso di conflitto armato del 14 maggio 1954, su admin.ch.
- Secondo Protocollo relativo alla Convenzione dell’Aia del 1954 per la protezione dei beni culturali in caso di conflitto armato del 26 marzo 1999, su admin.ch.

Legislazione nazionale
- Legge federale sulla protezione dei beni culturali in caso di conflitti armati, catastrofi e situazioni d'emergenza (LPBC) del 20 giugno 2014, su admin.ch.
- Ordinanza sulla protezione dei beni culturali in caso di conflitti armati, catastrofi e situazioni d'emergenza (OPBC) del 29 ottobre 2014, su admin.ch.
- Ordinanza del DDPS sulle documentazioni di sicurezza e le riproduzioni fotografiche di sicurezza del 05 aprile 2016 (ODSRS), su admin.ch.
- Ordinanza del DDPS sulla segnalazione dei beni culturali e del personale responsabile della protezione dei beni culturali (OSBC) del 14 novembre 2017, su admin.ch.
- Legge federale sulla protezione della popolazione e sulla protezione civile del 20 dicembre 2019 (LPPC), su admin.ch.
- Ordinanza sulla protezione civile dell'11 novembre 2020 (OPCi), su admin.ch.
- Regolamento 51.007.05 i: Le dieci regole fondamentali della protezione dei beni culturali

 Riferimenti trasversali
- Legge federale sul trasferimento internazionale dei beni culturali (LTBC) del 20 giugno 2003, su admin.ch.
- Legge federale sulla protezione della natura e del paesaggio del 1º luglio 1966, su admin.ch.